# شین‌یانگ

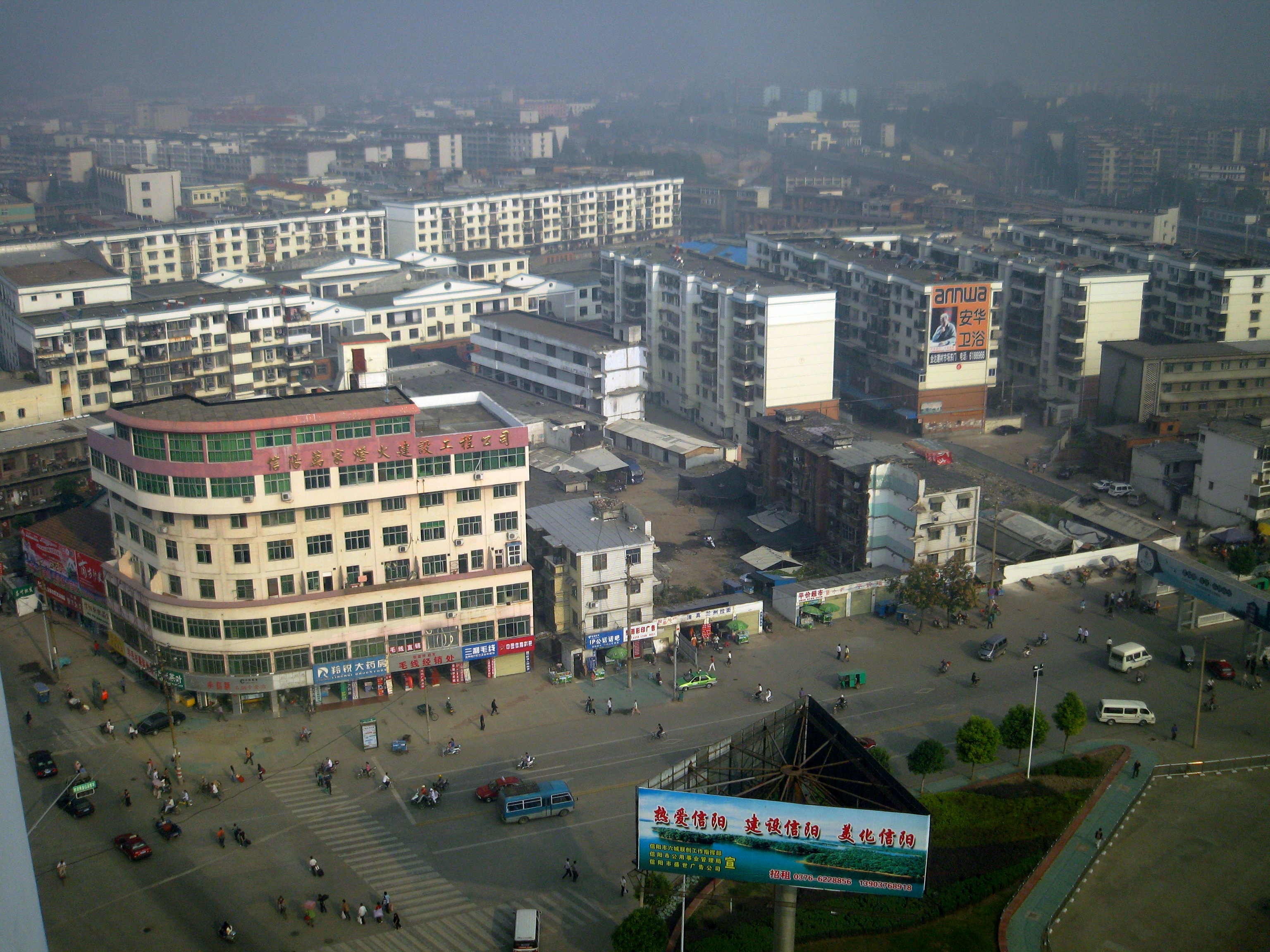
شین‌یانگ.

شین‌یانگ (به چینی: 信阳 به انگلیسی: Xinyang) یکی از شهرهای کشور جمهوری خلق چین است. جمعیت آن در سال ۲۰۰۸ میلادی برابر ۱،۷۸۳،۷۱۸ نفر تخمین زده شده است . جمعیت آن با حومه بیش از هفت میلیون و چهارصد هزار نفر است .
شین‌یانگ در استان هنان در شرق چین قرار گرفته است.